# لون استار فوندس
لون استار فوندس به (انگلیسی: Lone Star Funds) یک شرکت سرمایه گذاری خصوصی آمریکایی است که در اوراق بهادار مضطرب در ایالات متحده ،کانادا و بین‌المللی سرمایه گذاری می کند.  موسس لون استار اولین صندوق خود را در سال ۱۹۹۵ تأسیس کرد (تحت نام دیگری) و لون استار تا به امروز پانزده صندوق سهام خصوصی با تعهدات کل سرمایه از زمان شروع بیش از ۵۹ میلیارد دلار (تا ژوئن ۲۰۱۵) سازماندهی کرده است.